# Николаева, Екатерина Ивановна
Екатери́на Ива́новна Никола́ева (1923, Курбатово, Рязанская губерния — неизвестно) — свинарка колхоза «Победа» Дмитровского района Московской области. Герой Социалистического Труда (1957). Депутат Верховного Совета СССР V созыва (1958—1962).

## Биография
Екатерина Николаева родилась в 1923 году в деревне Курбатово (ныне находится в Кораблинском районе Рязанской области).
Получила начальное образование. Трудовую деятельность Екатерина начала в семейном хозяйстве, затем работала в строительных организациях Дмитровского района Московской области. В 1941 году окончила школу фабрично-заводского ученичества (ФЗУ), работала на Дмитровской трикотажно-перчаточной фабрике.
В годы Великой Отечественной войны служила бойцом команды при штабе местной противовоздушной обороны (МПВО) города Дмитрова.
В 1946 году (по другим данным — в 1947 году) Екатерина Николаева переехала в деревню и вступил в колхоз Дмитровского района «Новый путь», где сразу активно стала участвовать во всех работах. С 1950 года, после присоединения колхоза «Новый путь» к колхозу «Победа», работала свинаркой Кончининской свиноводческой фермы.
За первые 7 лет работы на ферме Е. И. Николаева добилась значительных успехов в выращивании поросят. За эти годы она вырастила 2 200 рабочих свиней. Отмечается, что работая на ферме, она систематически добивалась улучшения колхозного стада, его высокой продуктивности. В 1955—1956 годах от каждой свиньи Екатерина получила по 31 поросёнку. Тогда она занимала одно из первых мест на соревнованиях свинарок Московской области.
Указом Президиума Верховного Совета СССР от 30 января 1957 года свинарке Екатерине Ивановне Николаевой было присвоено звание Героя Социалистического Труда с вручением ордена Ленина и золотой медали «Серп и Молот» за выдающиеся успехи, достигнутые в деле производства продуктов животноводства, увеличение сдачи государству сельскохозяйственной продукции в 1956 году и широкое применение в практике своей работы достижений науки и передового опыта.
В 1957 году Е. И. Николаева добилась ещё более высоких результатов, получив 34,6 поросёнка на свиноматку.
Была участником Всесоюзной сельскохозяйственной ярмарки (ВСХВ) в Москве, где завоевала Большую золотую и 2 серебряные медали. Проводила большую работу по распространению передового опыта среди свинарок района и области.
С 1958 по 1962 года являлась депутатом Верховного Совета СССР V созыва (1958—1962). Также избиралась депутатом Дмитровского районного Совета.
До выхода на пенсию трудилась в колхозе. Проживала в Дмитровском районе.
Дата и место смерти Екатерины Ивановны Николаевой не установлены.

## Награды
- Герой Социалистического Труда — указом Президиума Верховного Совета СССР от 30 января 1957 года;
- Орден Ленина, медаль «Серп и Молот» (30 января 1957);
- медали.